# العلاقات النيجرية الميكرونيسية
العلاقات النيجرية الميكرونيسية هي العلاقات الثنائية التي تجمع بين النيجر وولايات ميكرونيسيا المتحدة.

## مقارنة بين البلدين
هذه مقارنة عامة ومرجعية للدولتين:
| وجه المقارنة                                              | النيجر          | ولايات ميكرونيسيا المتحدة |
| --------------------------------------------------------- | --------------- | ------------------------- |
| المساحة (كم2)                                             | 1.27 مليون      | 702                       |
| عدد السكان (نسمة)                                         | 21.48 مليون     | 105.54 ألف                |
| الكثافة السكانية (ن./كم²)                                 | 16.91           | 15.03 ألف                 |
| العاصمة                                                   | نيامي           | باليكير                   |
| اللغة الرسمية                                             | لغة فرنسية      | لغة إنجليزية              |
| العملة                                                    | فرنك غرب أفريقي | دولار أمريكي              |
| الناتج المحلي الإجمالي (بليون دولار)                      | 8.12 مليار      | 336.43 مليون              |
| الناتج المحلي الإجمالي (تعادل القوة الشرائية) بليون دولار | 19.01 مليار     | 365.27 مليون              |
| الناتج المحلي الإجمالي الاسمي للفرد دولار أمريكي          | 358             | 3.02 ألف                  |
| الناتج المحلي الإجمالي للفرد دولار أمريكي                 | 938             |                           |
| مؤشر التنمية البشرية                                      | 0.348           | 0.640                     |
| رمز المكالمات الدولي                                      | +227            | +691                      |
| رمز الإنترنت                                              | .ne             | .fm                       |
| المنطقة الزمنية                                           | ت ع م+01:00     |                           |

## منظمات دولية مشتركة
يشترك البلدان في عضوية مجموعة من المنظمات الدولية، منها:
| علم المنظمة | اسم المنظمة                                 | تاريخ انضمام النيجر | تاريخ انضمام ولايات ميكرونيسيا المتحدة |
| ----------- | ------------------------------------------- | ------------------- | -------------------------------------- |
|             | مؤسسة التنمية الدولية                       | 24 أبريل 1963       | 24 يونيو 1993                          |
|             | يونسكو                                      | 10 نوفمبر 1960      | 19 أكتوبر 1999                         |
|             | وكالة ضمان الاستثمار متعدد الأطراف          | 10 مايو 2012        | 11 أغسطس 1993                          |
|             | الأمم المتحدة                               | 20 سبتمبر 1960      | 17 سبتمبر 1991                         |
|             | مجموعة دول أفريقيا والكاريبي والمحيط الهادئ | ?                   | ?                                      |
|             | البنك الدولي للإنشاء والتعمير               | 24 أبريل 1963       | 24 يونيو 1993                          |
|             | الاتحاد الدولي للاتصالات                    | 14 نوفمبر 1960      | 18 مارس 1993                           |
|             | منظمة حظر الأسلحة الكيميائية                | ?                   | ?                                      |
|             | مؤسسة التمويل الدولية                       | 7 يناير 1980        | 24 يونيو 1993                          |
|             | المركز الدولي لتسوية المنازعات الاستشارية   | 14 ديسمبر 1966      | 24 يوليو 1993                          |